# مشعل بن محمد بن سعود بن عبد العزيز آل سعود
الأمير مشعل بن محمد بن سعود الابن الرابع للأمير محمد بن سعود بن عبد العزيز آل سعود وهو من مواليد 13 محرم 1376هـ الموافق 20 أغسطس 1956م. ووالدته هي الاميرة أميرة أحمد مخلوف.

## دراسته
درس الأمير مشعل بن محمد بن سعود بن عبد العزيز آل سعود الابتدائية في مدرسة فرنسية في لبنان حيث كان يعيش مع والدته بعد طلاقها من والده ورجوعها للبنان، ثم رجع لجدة بمدارس الثغر النموذجية حيث ادخله الملك فيصل مع أخيه الأمير  خالد وبعض أبناء العائلة بالقسم المؤسس الداخلي، ثم أكمل دراسة المرحلة المتوسطة والثانوية بمعهد العاصمة النموذجي بالرياض، ومن ثم جامعة الملك سعود بكلية العلوم الإدارية، وتابع دراسته في الولايات المتحدة الأمريكية بنيويورك ثم كاليفورنيا لدراسة الفنون الحرة (liberal Arts). وحضر كثيرًا من البرامج التأهيلية والدورات التدريبية. بالإضافة إلى الدورات الصيفية المكثفة بمدرسة كول دوروش (Ecole De Roche) بمدينة مونتانا سويتزرلاند (Switzerland Montana) بسويسرا وكلية دي ليمونت (College De LeMont) والمدارس الفرنسية. يتكلم اللغة الفرنسية واللغة الإنكليزية.

## نشاطاته
أسس جمعية ناشطة في مجال الخير (المؤسسة العالمية للأعمار والتنمية) مع أخيه الأمير خالد والشيخ عبد الله المرزوقي، التي عرفت نشاطها وخدماتها بنشر الدين والوعي والمساعدات الإنسانية والمدارس والمساجد في جميع أنحاء العالم وخصوصاُ أفريقيا وآسيا وكثير من الجزر في العالم، وترأَّس مجلس إدارتها حتى سنة 2002م. كما ساهم وما زال بكثير من الخدمات للمسلمين في أنحاء العالم والمؤسسات ذات الطابع الخيري والاجتماعي والثقافي في السعودية خاصة وبعض دول الخليج. قام بتأسيس كلية تعنى بالدراسات الجامعية العلمية (كلية الباحة للعلوم والتقنية) وهو عضو مجلس إدارتها. لسموه نشاط مكثف في مجال العقار والبناء وغيرها من الأعمال التجارية، أما التوجه الرئيسي فهو الأعمال الخيرية ورعاية النشاطات الاجتماعية والثقافية. وكذلك زوجته الأميرة لطيفة بنت مساعد بن عبد العزيز آل سعود.

## الاسرة
والدته هي الأميرة أميرة مخلوف (مواليد 8 فبراير 1934م) من عائلة سياسية وتجارية معروفة، تُوفيت بمدينة بيروت مقر إقامتها بتاريخ 1 رجب 1432هـ الموافق 3 يونيو 2011م.
متزوج من الأميرة لطيفة بنت مساعد بن عبد العزيز آل سعود، وله من الأبناء:
- الأمير سعود (مواليد سبتمبر 1984م).
- الأمير محمد (مواليد سبتمبر 1987م). كان متزوج من الاميرة نوف بنت خالد بن عبدالله بن محمد بن عبدالرحمن آل سعود.[3] ومتزوج من الأميرة لمى بنت منصور بن بندر بن عبدالعزيز آل سعود.
- الأمير عبد الرحمن (مواليد أكتوبر 1988م). متزوج من الأميرة نجود بنت فيصل بن سلطان بن حميد. [4] له من الأبناء الأمير عبدالعزيز
- الأميرة العنود. كانت متزوجة من الأمير فيصل بن تركي بن ناصر بن عبد العزيز آل سعود ولها من البنات الأميرة نورة، والأميرة لطيفة.
- الأمير سلطان (مواليد فبراير1994م). ضابط بالقوات البحرية . متزوج من الأميرة نوف بنت عبد العزيز بن مشعل بن عبد العزيز آل سعود وله من الأبناء الأمير مشعل والاميرة ديم.